# 조엄 (광평애왕)
광평애왕 조엄(廣平哀王 曹儼, ? ~ 223년)은 조위의 제후왕으로, 문제의 아들이다.

## 생애
황초 3년(222년)에 광평왕에 봉해졌으나 이듬해에 죽었다. 시호를 애(哀)라 하였고, 아들이 없어 봉국은 폐지되었다.

## 출전
- 진수, 《삼국지》 권20 위서 무문세왕공전

| 전임 (첫 봉건) | 조위의 광평왕 222년 ~ 223년 | 후임 (봉국 폐지) |

## 같이 보기
- 삼국지 인물 목록